# Урумово лале
Урумово лале (Tulipa urumoffii) е растителен вид от род Лалета, наречен на името на българския ботаник Иван Урумов. Урумовото лале е български ендемит, защитен от Закона за биологичното разнообразие и включен в Червената книга на Република България. Заплахи за вида представляват безразборното късане на цветовете, изкореняването на луковиците и унищожаването на местностите, в които той вирее.

## Характеристика
Урумовото лале е многогодишно тревисто растение, което цъфти през периода април – май. На височина стъблото му достига до 30 cm. Канеленокафяви, влакнести люспи обвиват луковиците, с които растението се размножава.
Листата, разположени в долната част на стъблото, са продълговати и заострени, с ширина до 3 cm и дължина до 13 cm. Листата в горната част на стъблото достигат на дължина 3 – 8 cm и на широчина 3 – 6 cm.
Околоцветните листчета са почти еднакви по форма, продълговати до обратно яйцевидни, като дължината им варира от 2 до 4 cm, а ширината от 0,5 до 1,8 cm. На цвят са жълти, рядко червени или пъстри, като липсва характерното за лалетата петно в основата. Тичинковите дръжки са жълти, дълги 6 – 17 mm. Прашниците са жълти на цвят и достигат до 4 – 6 mm в дължина. Близалцето е широко. Кутийката е яйцевидна с размери 3 на 2 cm.

## Местообитание
Урумовото лале вирее единствено в България, на надморска височина от 0 до 1000 метра в сухи, главно варовити територии, върху хумусно-карбонатни и по-рядко канелени и ерозирани почви.
Среща се в следните флористични райони:
- Североизточна България: едноименната защитена територия „Урумово лале“, резерват „Патлейна“, защитена местност „Див рожков“[4]
- Тунджанска хълмиста равнина,
- Знеполски район,
- Източна Стара Планина: природен парк „Сините камъни“,[5] защитената местност „Лаликото“ край с. Венец (Област Бургас)

## Наименование
Урумовото лале е описано като нов за науката вид през 1911 година от австрийския ботаник Август фон Хайек. При класифицирането Хайек използва растения, които българският ботаник и член-съосновател на Българското ботаническо дружество, Иван Урумов, събира през 1900 година от околностите на с. Сотиря.